# Buildcon FC
El Buildcon FC es un equipo de fútbol de Zambia que juega en la Primera División de Zambia, la primera categoría de fútbol en el país.

## Historia
Fue fundado en el año 2012 en la ciudad de Choma con el nombre AM Welding. En 2016 el club es comprado por Buildcom Investments, una compañía constructora de la ciudad de Ndola y trasladaron al equipo a esa ciudad. Ese mismo año intentaron cambiar el nombre por el de Buildcon FC pero no lo permitieron hasta que el club por primera vez logra el ascenso a la Primera División de Zambia como campeón de la segunda categoría.
Desde su fundación el club se ha distinguido por ser importador de jugadores, o sea, está constituido principalmente por extranjeros, por lo que es común que en sus partidos no alinean a ningún jugador de Zambia.
Luego de dos temporadas en las que terminaron en las posiciones intermedias de la tabla, en el 2019 el club finalizó en tercer lugar de la Primera División de Zambia, lo que le dio la clasificación a la Copa Confederación de la CAF 2019-20, su primer torneo internacional, en donde fue eliminado en la ronda preliminar por el Young Buffaloes de Suazilandia.

## Palmarés
- División 1: 1

2016

## Participación en competiciones de la CAF
| Temporada | Torneo                       | Ronda      | Club            | Casa | Visita | Global |
| --------- | ---------------------------- | ---------- | --------------- | ---- | ------ | ------ |
| 2019/20   | Copa Confederación de la CAF | Preliminar | Young Buffaloes | 0-1  | 1-1    | 1-2    |

## Jugadores

### Jugadores destacados
- Chisamba Lungu[10]
- Isaac Isinde